# Прејг (Небраска)
Прејг (енгл. Prague) град је у америчкој савезној држави Небраска.

## Демографија
По попису из 2010. године број становника је 303, што је 43 (-12,4%) становника мање него 2000. године.
| Група             | 2000.       | 2010.       |
| Белци             | 336 (97,1%) | 295 (97,4%) |
| Афроамериканци    | 0 (0,0%)    | 0 (0,0%)    |
| Азијати           | 1 (0,3%)    | 0 (0,0%)    |
| Хиспаноамериканци | 4 (1,2%)    | 2 (0,7%)    |
| Укупно            | 346         | 303         |